# ホンリン
ホンリン（ベトナム語：Thị xã Hồng Lĩnh / 市社鴻嶺?）はハティン省にある町である。

## 概要
5つの坊 (phường)と1つの社を有する。
- バクホン坊（Bắc Hồng / 北鴻）
- ダウリエウ坊（Đậu Liêu / 豆遼）
- ドゥクトゥアン坊（Đức Thuận / 德順）
- ナムホン坊（Nam Hồng / 南鴻）
- チュンルオン坊（Trung Lương / 忠良）
- トゥアンロック社（Thuận Lộc / 順祿）